# 米筛浪
米筛浪是一座位于浙江省台州市临海市的山峰，海拔1382.4米，为括苍山在临海市的主峰。位于括苍山山顶的括苍山风电场，是中国全国四大风电场之一。